# 元統 (元)
元統（げんとう）は、中国・元の順帝（恵宗）トゴン・テムルの治世で用いられた元号。1333年 - 1335年。
- 元年10月8日：改元。
- 3年11月23日：至元に改元。

## 西暦・干支との対照表
| 元統 | 元年   | 2年    | 3年    |
| 西暦 | 1333年 | 1334年 | 1335年 |
| 干支 | 癸酉   | 甲戌   | 乙亥   |

## できごと
- 元統元年：
  - 5月に、汴梁の横の川は氾濫し、陽武縣の作物に被害を与えた[1]。
  - 6月、京畿道で激しい雨が降った。さらに、陝西省の関中平野での洪水に加えて、黄河も河南省で洪水を起こした。また、中国南部の泉州で大雨が降り、小川が急上昇し、何百もの住宅が浮かんでいた[2]。
  - 7月、中国南部の潮州で洪水が発生した[3]。

## 腳註
1. ↑  『元史·卷五十一·志第三下·五行二』：「元統元年五月，汴梁陽武縣河溢害稼。」
2. ↑  『元史·卷五十一·志第三下·五行二』：「六月，京畿大霖雨，水平地丈餘。涇河溢，關中水災。黃河大溢，河南水災。泉州霖雨，溪水暴漲，漂民居數百家。」
3. ↑  『元史·卷五十一·志第三下·五行二』：「七月，潮州大水。」

| 前の元号 至順 | 中国の元号 元 | 次の元号 至元 |